# پینیان
پینیان (به لاتین: Piniyon) یک روستا در غرب تاجیکستان است که در ولایت سغد واقع شده‌است.